# Łabunie (gromada)
Łabunie – dawna gromada, czyli najmniejsza jednostka podziału terytorialnego Polskiej Rzeczypospolitej Ludowej w latach 1954–1972.
Gromady, z gromadzkimi radami narodowymi (GRN) jako organami władzy najniższego stopnia na wsi, funkcjonowały od reformy reorganizującej administrację wiejską przeprowadzonej jesienią 1954 do momentu ich zniesienia z dniem 1 stycznia 1973, tym samym wypierając organizację gminną w latach 1954–1972.
Gromadę Łabunie z siedzibą GRN w Łabuniach utworzono – jako jedną z 8759 gromad na obszarze Polski – w powiecie zamojskim w woj. lubelskim na mocy uchwały nr 18 WRN w Lublinie z dnia 5 października 1954. W skład jednostki weszły obszary dotychczasowych gromad Łabunie, Brudek, Dąbrowa, Łabunie Reforma i Wólka Łabuńska ze zniesionej gminy Łabunie w tymże powiecie. Dla gromady ustalono 25 członków gromadzkiej rady narodowej.
1 stycznia 1959 do gromady Łabunie włączono obszar zniesionej gromady Ruszów w tymże powiecie.
Gromada przetrwała do końca 1972 roku, czyli do kolejnej reformy gminnej. 1 stycznia 1973 w powiecie zamojskim reaktywowano gminę Łabunie.